# Luca Signorelli

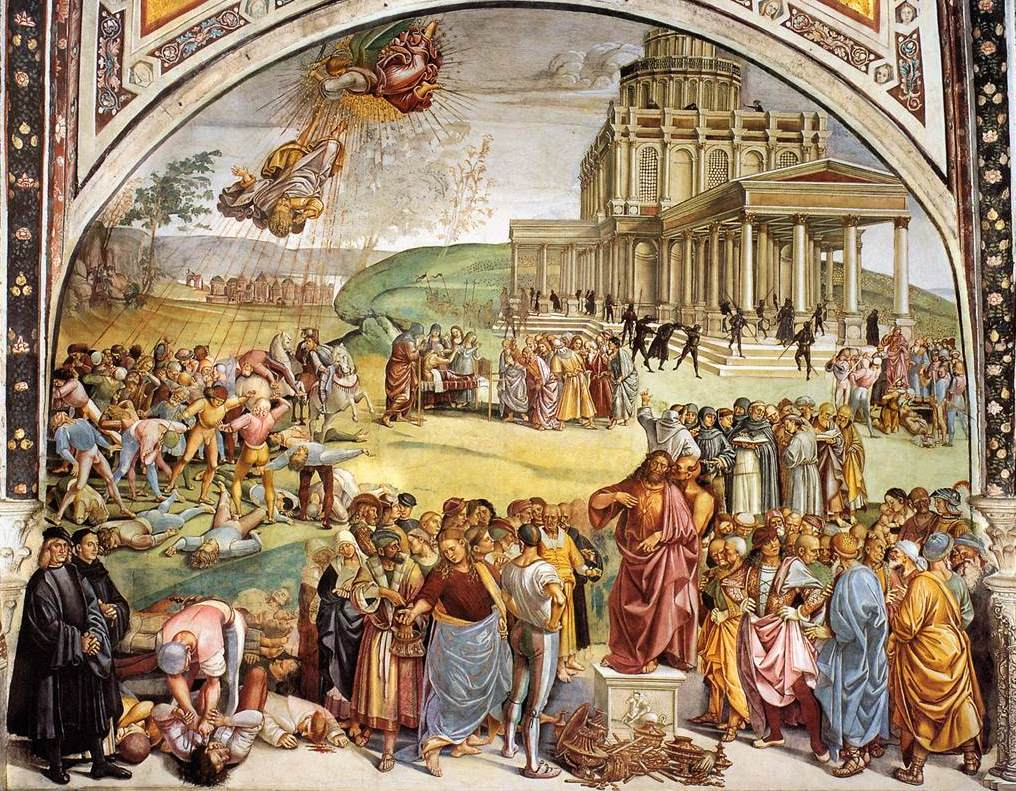
Fresc de la Predicació de l'Anticrist (c. 1501) a la catedral d'Orvieto

Luca Signorelli, també conegut com a Luca da Cortona, pseudònims de Luca d'Egidio di Ventura (Cortona, c. 1445 - Cortona, 16 d'octubre del 1523) fou un pintor italià del Renaixement que destacà sobretot per la seua capacitat com a dibuixant i la mestria en l'ús de l'escorç. Els seus grans frescos del Judici Final (1499-1503) a la catedral d'Orvieto són considerats la seua obra mestra.
Va ser deixeble a Arezzo de Piero della Francesca, tal com queda palès a les seues primeres obres, com per exemple el Sant Pau que es conserva a la Pinacoteca de Città di Castello. Després va ser seguidor d'Andrea del Verrocchio i d'Antonio Pollaiuolo a Florència. Les seues obres mostren un gran interès per l'anatomia.
Va treballar a les Marques, la Toscana i Umbria, però també a Roma, on entre 1481 i 1482 va fer dos frescos a la Capella Sixtina.
A la Pinacoteca de Città di Castello, es conserva, a més del fragment de fresc amb el sant Pau adés esmentat, el Martiri de sant Sebastià, pintat l'any 1498.
Una mostra significativa de l'art de Luca Signorelli i de la seua escola a l'Alta Vall del Tíber és la sèrie de frescos de l'Oratori de San Crescentino a Morra, feta segons la major part dels estudiosos entre 1507 i 1510.
Una de les seues obres més intenses i fascinants és un políptic de l'any 1507 fet per a l'església de Sant Medard a Arcevia (província d'Ancona), sota comanda de l'ajuntament. En aquesta localitat, l'artista va pintar altres obres, entre les quals cal esmentar el Baptisme de Crist amb Déu Pare i sant Joan Baptista (1508) per a la germandat del Crucifix, avui a l'església de Sant Medard. L'any 1508, va fer per a la capella Filippini de l'església de Sant Francesc un Mare de Déu i sants, que va ser espoliada en temps de Napoleó i que avui dia es conserva a la Pinacoteca de Brera de Milà.
Signorelli es va comprometre, per altra banda, a pintar gratuïtament per a l'església de Sant Medard, segons acte jurídic de 24 de juny de 1508, una Creu i un quadre del sant titular de l'església, del qual no ha quedat rastre.
L'obra mestra absoluta de Luca Signorelli és la sèrie de frescos sobre l'Apocalipsi que decora la Capella de Sant Brici («Cappella Nuova») de la catedral d'Orvieto (1499 - 1504). Segons fonts històriques, Miquel Àngel hi va trobar inspiració per al seu Judici Universal.

## Obres
- Flagel·lació de Crist, 1480 ca, pintura al tremp sobre taula, 84 x 57 cm, Milà, Pinacoteca di Brera.
- 1482, fresc, Roma, Ciutat del Vaticà, murs laterals de la Capella Sixtina.
- Assumpció de la Mare de Déu amb els sants Miquel i Benet, 1480 ca, oli sobre taula, 170 x 131 cm, Nova York, Metropolitan Museum of Art.
- Mare de Déu i Infant i els sants Joan Baptista, Llorenç, Onofre i Agustí, 1484, pintura al tremp sobre taula, 221 x 189 cm, Perusa, Museo dell'Opera del Catedral.
- Nativitat de Joan Baptista, 1485 - 1490 ca, oli sobre taula, 31 x 70 cm, París, Museu del Louvre.
- La Sagrada Família, 1486 - 1490 ca, oli sobre taula, 81,5 x 65 cm, Londres, National Gallery.
- Mare de Déu i Infant, 1490 ca, pintura al tremp sobre taula, 170 x 117,5 cm, Florència, Galeria dels Uffizi.
- Escenes de la vida de Joaquim i Anna, 1490 ca, pintura al tremp sobre taula, 24 x 43 cm, Florència, col·lecció privada.
- Naixement de la Verge, 1490 ca, pintura al tremp sobre taula, 24 x 43 cm, Florència, col·lecció privada.
- Sagrada Família, 1490 ca, pintura al tremp sobre taula, tondo, diàm. 124 cm, Florència, Galeria dels Uffizi.
- Circumcisió de Crist, 1490 - 1491 ca, oli sobre llenç transferit a taula, 258,5 x 180 cm, Londres, National Gallery.
- Esposalles de la Mare de Déu, 1490-1491 ca, pintura al tremp sobre taula, 21,6 x 48 cm, Washington, National Gallery of Art.
- Mare de Déu i Infant, sant Josep i altre sant, 1490-1492, pintura al tremp sobre taula, tondo, diàm. 99 cm, Florència, Palau Pitti, Galleria Palatina.
- Retrat d'home, 1492 ca, pintura al tremp sobre taula, 50 x 32 cm, Berlín, Staatliche Museen.
- Cap de noi, 1492 - 1493 ca, pintura al tremp sobre taula, 26 x 20,5 cm, Filadèlfia, Philadelphia Museum of Art.
- Sant Jordi matant el drac, 1495 - 1500, oli sobre taula, 55 x 75,5 cm, Amsterdam, Rijksmuseum.
- Adoració dels pastors, 1496, oli sobre taula, 215 x 170 cm, Londres, National Gallery.
- Martiri de sant Sebastià, 1497 - 1498 ca, pintura al tremp sobre taula, Città di Castello, Pinacoteca comunale.
- Sant Agustí, santa Caterina d'Alexandria i Antoni de Pàdua, 1498, pintura al tremp sobre taula, 145,5 x 76 cm, Berlín, Staatliche Museen.
- Santa Caterina de Siena, Maria Magdalena i sant Jeroni, 1498, pintura al tremp sobre taula, 146,5 x 75,5 cm, Berlín, Staatliche Museen.
- Predicació i mort de l'Anticrist, 1499 - 1502, fresc, Orvieto, Catedral, Capella de sant Brici.
- L'Apocalipsi, 1499-1502, fresc, Orvieto, Catedral, Capella de sant Brici.
- La resurrecció de la carn, 1499-1502, fresc, Orvieto, Catedral, Capella de sant Brici.
- Els condemnats, 1499-1502, fresc, Orvieto, Catedral, Capella de sant Brici.
- Els elegits, 1499-1502, fresc, Orvieto, Catedral, Capella de sant Brici.
- Els elegits cridats al Paradís i els condemnats conduïts a l'Infern, 1499-1502, fresc, Orvieto, Catedral, Capella de sant Brici.
- Dante Alighieri, 1499-1502, fresc, Orvieto, Catedral, Capella de sant Brici.
- Virgili, 1499-1502, fresc, Orvieto, Catedral, Capella de sant Brici.
- Empèdocles, 1499-1502, fresc, Orvieto, Catedral, Capella de sant Brici.
- Dante i Virgili entrant al Purgatori, 1499-1502, fresc, Orvieto, Catedral, Capella de sant Brici.
- L'àngel arriba al Purgatori, 1499-1502, fresc, Orvieto, Catedral, Capella de sant Brici.
- Les Verges, 1499-1502, fresc, [Orvieto, Catedral, Capella de sant Brici.
- Lamentació del Crist mort amb els sants Parenci i Faustí, 1499-1502, fresc, Orvieto, Catedral, Capella de sant Brici.
- Al·legoria de la Fertilitat i de l'Abusdància, 1500 ca, pintura al tremp sobre taula, 58 x 105,5 cm, Florència, Galeria dels Uffizi.
- Crist Crucificat amb Maria Magdalena, 1500 ca, pintura al tremp sobre llenç, 247 x 165 cm, Florència, Galeria dels Uffizi.
- Autoretrat amb Vitelozzo Vitelli, 1500 - 1503, pintura al tremp sobre taula, Orvieto, Museo dell'Opera del Duomo.
- Lamentació sobre Crist mort, 1502, pintura al tremp sobre taula, 270 x 240 cm, amb quatre panells de predel·la que representen la Pregària a l'hort, L'últim Sopar, La captura de Crist, La Flagel·lació, tremp sobre taula, Cortona, Museu Diocesà.
- Santa Maria Magdalena, 1504, pintura al tremp sobre taula, Orvieto, Museo dell'Opera del Duomo.
- La Crucifixió, 1504-1505 ca, pintura al tremp sobre taula, 72,5 x 101 cm, Washington, National Gallery of Art.
- Flagel·lació, 1505 ca, pintura al tremp sobre taula, 42 x 34 cm, Venècia, Ca' d'Oro, Galleria Franchetti.
- Coronació de la Mare de Déu, 1508, oli sobre taula, 127 x 223 cm, San Diego, Califòrnia, Timken Art Gallery
- Coriolano persuadeix la família d'abandonar Roma, 1509 ca, fresc transferit a llenç, 125 x 125 cm, Londres, National Gallery.
- El triomf de la Castedat: l'Amor desarmat, 1509 ca, fresc transferit a llenç, 125 x 133,4 cm, Londres, National Gallery.
- L'Adoració dels pastors, 1509-1510 ca, pintura al tremp sobre taula, 35 x 43,5 cm, Filadèlfia, Philadelphia Museum of Art.
- La Trinitat, la Mare de Déu i dos sants, 1510, pintura al tremp sobre taula, 272 x 180 cm, Florència, Galeria dels Uffizi.
- Mare de Déu i Infant, àngels i sants, 1510 ca, oli sobre taula transferit a llenç, 155 x 135 cm, Washington, National Gallery.
- Adoració dels pastors, 1510-1515 ca, oli sobre taula, 17 x 65 cm, Londres, National Gallery.
- Comunió dels apòstols, 1512, oli sobre taula, 232 x 220 cm, Cortona, Museu Diocesà.
- Sagrada damília amb Zacaries, Isabel i Joan Baptista, 1512, oli sobre taula, tondo, diàm. 70 cm, Berlín, Staatliche Museen.
- Mare de Déu i Infant amb sants, 1515, oli sobre taula, 265 x 193 cm, Londres, National Gallery.
- Mare de Déu i Infant amb sants, 1515-1520 ca, oli sobre taula, Roma, Museo Nazionale di Castel Sant'Angelo.
- Predel·la amb Ester davant d'Assuer i Tres episodis de la vida de sant Jeroni, 1519 - 1522 ca, oli sobre taula, 29,5 x 212,5 cm, Londres, National Gallery.
- Fuga a Egipte; Crist entre els doctors, 1520 ca, oli sobre taula, 21 x 67 cm, Kansas City, Nelson-Atkins Museum of Art.
- Immaculada Concepció i sants, 1523 ca, oli sobre taula, 217 x 210 cm, Cortona, Museu Diocesà.